# Heinz Stücke
Heinz Stücke   (Hövelhof, 11 de gener de 1940) és un ciclista itinerant alemany que va establir el rècord mundial de cicloturisme el 1995 en recórrer més de sis-cents mil quilòmetres en bicicleta en un viatge internacional de més de 50 anys de durada.

## Història
El novembre de 1962, Stücke, amb 22 anys, va deixar la feina com a torner i va sortir de la seva ciutat natal amb una bicicleta de tres velocitats amb el propòsit de veure món. Va afirmar que el seu desig extraordinari de viatjar va estar motivat per la seva aversió a tornar a la feina de fàbrica.
A principis de la dècada del 1980, després de dues dècades a la carretera, Stücke va decidir visitar tots els països del món. Creia que havia assolit el seu objectiu quan va arribar a la República de les Seychelles el 1996, però va considerar que havia passat poc temps en alguns països i encara quedava molt per experimentar, així que va decidir continuar en gira. Entre 1962 i 2010, va fer amb més de 609.000 km, i va visitar 195 països i 78 territoris. Des del 1995 fins al 1999, el Guinness World Records va certificar que havia viatjat amb bicicleta més que ningú en la història.
Durant els seus viatges es va trobar diversos perills i va patir nombrosos accidents:
- Al desert d'Atacama a Xile va ser atropellat per un camió.[3]
- A Haití va ser perseguit per una multitud enfadada.[3]
- A Egipte va ser colpejat pels soldats.[3]
- Al Camerun va ser detingut pels militars per haver «difamat l'Estat».[3]
- Al Canadà va ser atropellat per un cotxe i empès a un riu glaçat.[7]
- Als Estats Units va ser abandonat per un conductor que li va robar totes les pertinences després d'oferir-li acompanyar-lo.[1]
- A Indonèsia, el 1974, va patir un greu atac de disenteria.
- A Zàmbia, el 1980, va rebre un tret al dit gros quan el van envoltar quatre dels freedom fighters de Joshua Nkomo.[4]
- A Moçambic, el 1995, va ser atacat per les abelles mentre es banyava en un riu.[3]
- A Sibèria, el 1997, li van robar la bicicleta per cinquena vegada, juntament amb l'equipatge, tot i recuperar-lo després.[8]
- A Anglaterra, el 2006, en un càmping de Portsmouth, la seva bicicleta, la mateixa amb que circulava des del el 1962, va ser robada de nou. Va poder recuperar-la l'endemà.[8]

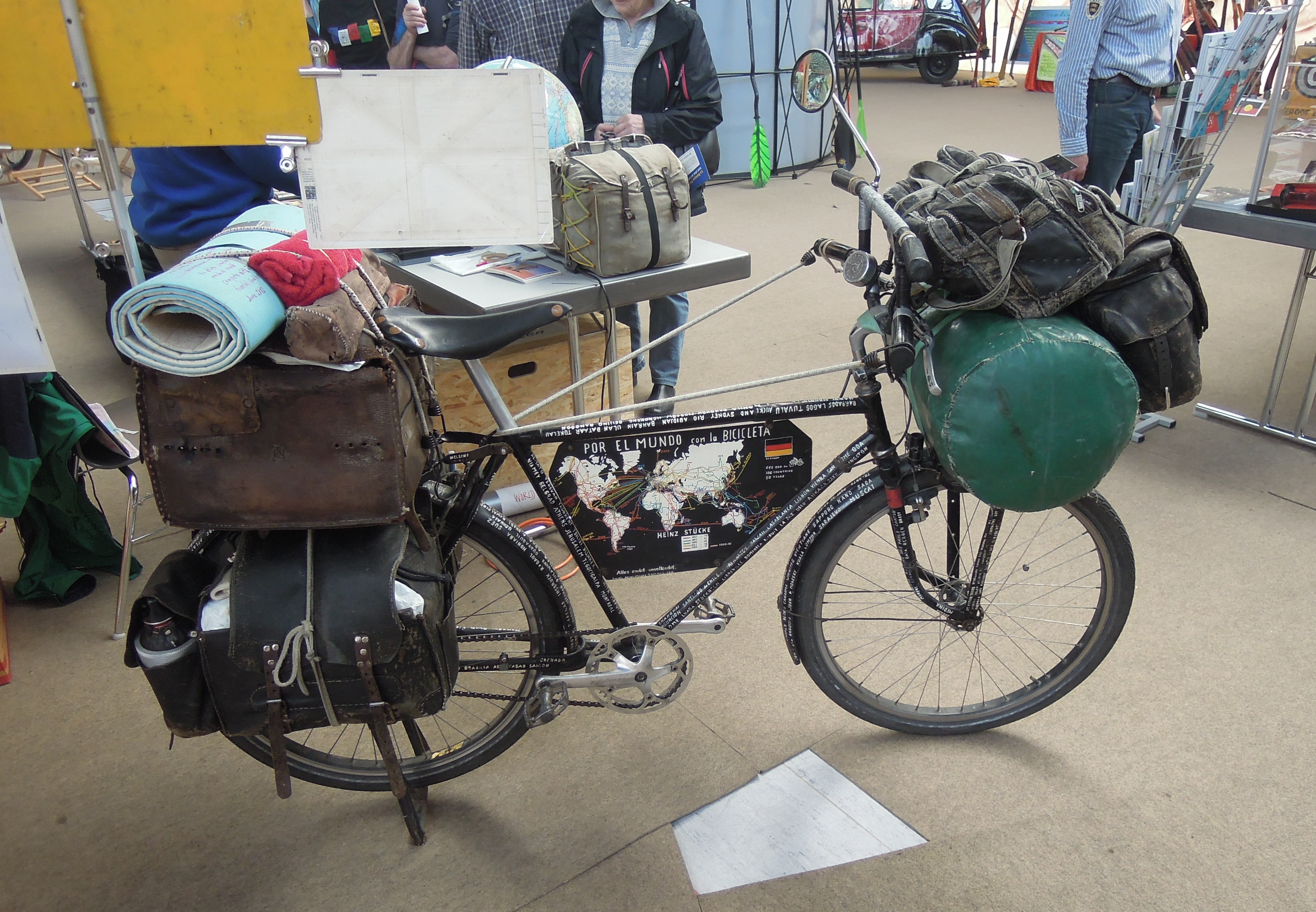
Bicicleta de Stücke amb l'equipatge

Tot i que ha conduït la mateixa bicicleta amb estructura d'acer en la majoria dels seus viatges, el 2002 va recórrer Canadà amb un company en un tàndem.

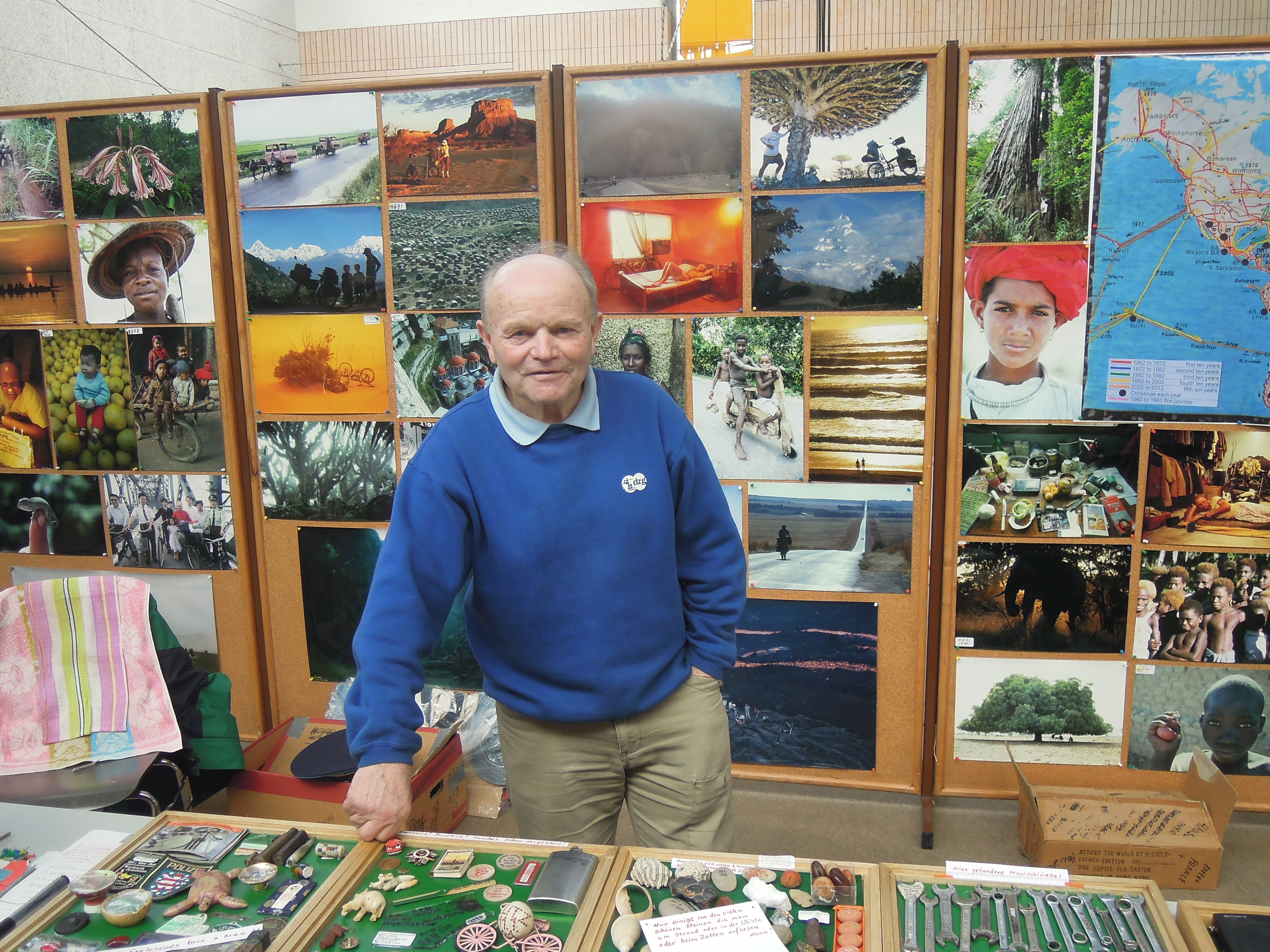
Stücke posa amb algunes de les seves fotografies i records

Des de 1962, Stücke ha fet més de 100.000 fotografies amb les quals finança les seves expedicions juntament amb les vendes dels seus escrits de viatges, postals i il·lustracions.
El 1995, Stücke va autoeditar unes memòries: Mit dem Fahrrad um die Welt. El 2015, l'escriptor holandès de viatges Eric van den Berg va publicar una biografia de Stücke. El llibre, Home is elsewhere: 50 years around the world by bike, també inclou fotografies de Stücke.
El documental L'home que ho volia veure tot, d'Albert Albacete, explora la vida, les motivacions, la filosofia i el llegat de Stücke, així com els plans per a construir un museu dedicat a Stücke a la seva ciutat natal, Hövelhof.